# Cedric Van Lommel
Cedric Van Lommel (Herentals, 11 juli 1972) is een Belgisch voormalig wielrenner. Zijn belangrijkste resultaten zijn behaald in België. Na zijn actieve loopbaan werd hij postbode bij bpost.

## Carriere
Van Lommel begon zijn carrière bij de amateurploeg De Nete Spurters-Herentals in 1989. In 1990 werd hij Belgisch kampioen tijdrijden bij de junioren. Het jaar daarop behaalde hij de tweede plaats op het Belgisch kampioenschap tijdrijden voor amateurs. In 1994 won hij zowel de Ronde van de Provincie Antwerpen als de Grote Prijs van Frans-Vlaanderen 
Van Lommel is getrouwd en heeft een dochter en zoon die beiden ook actief zijn binnen het wielrennen.

## Palmares
1990
- Nationaal kampioen tijdrijden (Junioren)

1991
- 2e in het Nationaal kampioenschap tijdrijden (Elite zonder contract)

1994
- Eindklassement Ronde van Antwerpen

De Buyst · Feys · Gerits · Nevens · Patry · Roes · Roosen · Steels · Thijs · van Brabant · Van Lommel · Vansevenant · Verheyen · Verstrepen · Vervoort · Aerts (stagiair) · Renders (stagiair) · Stremersch (stagiair)